# Béla Wenckheim
Il barone Béla Wenckheim (Körösladány, 16 febbraio 1811 – Budapest, 7 luglio 1879) è stato un politico ungherese, primo ministro dell'Ungheria per alcuni mesi nel 1875.